# Orlogskaptajn
 Der er for få eller ingen kildehenvisninger i denne artikel, hvilket er et problem. Du kan hjælpe ved at angive troværdige kilder til de påstande, som fremføres i artiklen.

Orlogskaptajn (nedertysk (plattysk): orloch for 'krigs-' eller 'strids-'; 'kaptajn på et krigsskib'), søofficersgrad i det danske søværn. Svarer til graden major i Hæren og Flyvevåbnet. Orlogskaptajn ligger mellem kaptajnløjtnant (svarer til kaptajn) og kommandørkaptajn (svarer til oberstløjtnant).
En spøgende betegnelse for en orlogskaptajn er 'orlovskaptajn', idet orlov er at holde fri.
I Søværnet forkortes orlogskaptajn OK. En orlogskaptajn er næstkommanderende på de store skibe; inspektionsskibe, fregatter, fleksible støtteskibe – er divisionschef for 3-6 patruljefartøjer af Flyvefisken-klassen, chef for Søværnets Militærpoliti, militærfaglig sagsbehandler i højere stabe (Søværnets Operative Kommando, Forsvarets Materieltjeneste, Forsvarets Personeltjeneste eller Forsvarskommandoen) eller chef for Søværnets Dykkerkursus.
I Forsvarets Sundhedstjeneste vil overlæger og overtandlæger bære orlogskaptajnsdistinktioner.
I Marinehjemmeværnet kan en orlogskaptajn være Hjemmeværnsdistriktsinspektør. En orlogskaptajn i Hjemmeværnet er lønnet.
Militæranalytikere ved Forsvarsakademiet (FAK) er ligeledes orlogskaptajner fra Søværnet (eller civile, eller fra Hæren eller Flyvevåbnet).
Ifølge NATO er orlogskaptajner OF-3 officerer. Lieutenant Commander i Royal Navy og i U.S. Navy samt Korvettenkapitän i Deutsche Marine er OF-3 officerer og svarer derfor til orlogskaptajner. Søværnets orlogskaptajner hedder dog Commander på engelsk ifølge forsvaret. Distinktionerne for Søværnets orlogskaptajner er de samme som Royal Navys Commander. Så en engelsk/amerikansk Commander skal oversættes til kommandørkaptajn og en dansk orlogskaptajn skal omtales Commander ifølge forsvarskommandoen.
- Orlogskaptajn